# 구례화엄사 나들목

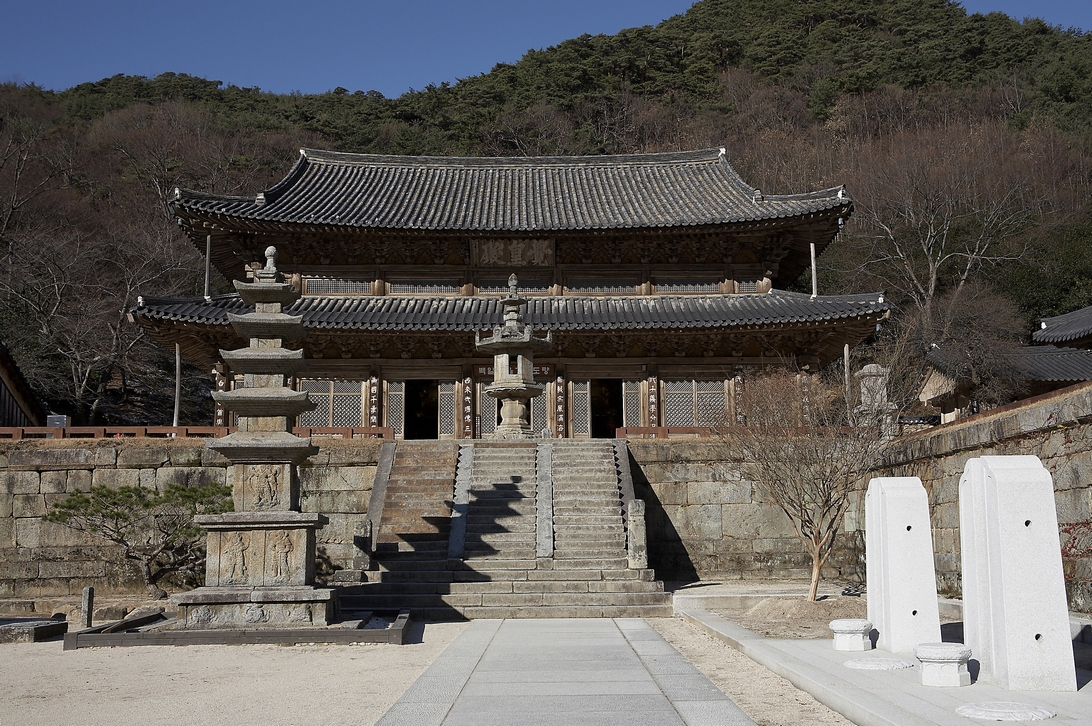
화엄사 각황전 (국보 제67호)

구례화엄사 나들목(Gurye-Hwaeomsa IC)은 전라남도 구례군 용방면 중방리에 설치된 순천완주고속도로의 4번 교차로이다.
나들목 진출입로는 용방면 신도리와 접하고 있으며, 이 나들목과 서남원 나들목 사이에 대한민국의 고속도로 중 3번째로 긴 천마터널이 있다. 국도 제19호선을 통해 용방면, 산동면, 구례읍내로 진출할 수 있다. 건설 당시 가칭은 구례 나들목이었으며, 현재 명칭과는 달리 화엄사와는 거리가 있다.

## 연혁
- 2004년 12월 30일 : 2011년까지 나들목 신설을 위해 구례군 도시계획시설 교통광장에 용방면 중방리 일원을 구례 나들목으로 고시[1]
- 2011년 1월 31일 : 순천완주고속도로 서남원 ~ 순천 구간 개통과 함께 구례화엄사 나들목으로 영업 개시[2]

## 구조물 정보
트럼펫형 및 다이아몬드형 입체 교차로이다.
- 위치: 전라남도 구례군 용방면 중방리
- 영업소: 전라남도 구례군 용방면 순천완주고속도로 38
- 한국도로공사 구례지사: 전라남도 구례군 용방면 순천완주고속도로 40

## 접속하는 도로
- 산업로 (국도 제19호선, 지방도 제861호선)

## 교통량 정보
| 요금소              | 통행량 (대/일) | 통행량 (대/일) | 통행량 (대/일) | 통행량 (대/일) | 통행량 (대/일) | 통행량 (대/일) | 통행량 (대/일) | 통행량 (대/일) | 통행량 (대/일) | 통행량 (대/일) | 각주  |
| 요금소              | 2010년         | 2011년         | 2012년         | 2013년         | 2014년         | 2015년         | 2016년         | 2017년         | 2018년         | 2019년         | 각주  |
| ------------------- | -------------- | -------------- | -------------- | -------------- | -------------- | -------------- | -------------- | -------------- | -------------- | -------------- | ----- |
| 구례화엄사 (폐쇄식) | 미개통         | 1,428          | 1,733          | 1,945          | 2,031          | 2,211          | 2,479          | 2,659          | 2,610          | 2,724          | [ 3 ] |